# Paprika (film)
Paprika (jap. パプリカ Papurika) – japoński film anime z gatunku science fiction, powstały na podstawie powieści Paprika Yasutaka Tsutsui z 1993.
Film wyreżyserowany przez Satoshiego Kona (Millennium Actress, Rodzice chrzestni z Tokio), wyprodukowany przez studio Madhouse i ze ścieżką dźwiękową stworzoną przez Susumu Hirasawa, który już wcześniej komponował muzykę do innych filmów Satoshiego Kona (m.in. Millennium Actress i Paranoia Agent). Dystrybucją zajął się Sony Pictures Entertainment.

## Fabuła
W 2004 roku, przez grupę niezależnych badaczy opracowana zostaje technologia pozwalająca na wejście do snu innych osób. Jest ona wykorzystywana w nowej metodzie psychoterapii, dzięki której tak zwani „detektywi snu” mogą diagnozować i leczyć zaburzenia wynikające z ukrytych w podświadomości lęków i myśli. Wszystko to możliwe jest dzięki urządzeniu zwanemu „DC Mini”. Jedną z osób zajmujących się taką działalnością jest doktor Atsuko Chiba. W świecie snów pojawia się ona jako swoje alter ego - Paprika.
Akcja zaczyna się w momencie, kiedy doktor Atsuko stara się pomóc detektywowi Toshimi Konakawie, który jest prześladowany przez powracające sny. Przedstawiają go one w kilku scenach z filmów a kończą się pościgiem za mordercą uciekającym z miejsca zabójstwa. Pojawia się ona w jego snach pod postacią Papriki i wspomaga go w walce przeciwko mordercy. Po skończonym seansie, wraca ona do swojego laboratorium gdzie pracuje pod przewodnictwem doktora Torataro Shimy. W hallu spotyka jednak doktora Kōsaku Tokitę, ogromnie otyłego wynalazcę DC Mini, który mówi jej o tym, że trzy egzemplarze prototypowego urządzenia zostały skradzione. Podczas dalszej rozmowy wychodzi na jaw, że złodziej może dzięki zdobytym urządzeniom wpływać na umysły innych osób, poprzez podsyłanie im obrazów swoich własnych snów. Jakby na potwierdzenie tej tezy, podczas rozmowy całej grupy z Chairmanem - rządowym koordynatorem projektu, doktor Shima najpierw zaczyna wykrzykiwać gorączkową przemowę a następnie wyskakuje przez okno. Atsuko - Paprika otrzymuje zadanie rozszyfrowania kto stoi za kradzieżami oraz powstrzymania go przed dalszym wpływaniem na rzeczywistość.

## Dystrybucja
Światowa premiera filmu Paprika miała miejsce podczas 63 Festiwalu Filmowego w Wenecji 2 września 2006 roku. Film uczestniczył także w Międzynarodowym festiwalu Filmowym w Tokio, 21—29 października 2006 roku, jako produkcja otwierająca 2006 TIFF Animation CG Festival.
25 listopada 2006 film trafił do kin w Japonii, a 25 maja 2007 w Stanach Zjednoczonych. Do Polski film trafił za pośrednictwem Imperial CinePix, który 4 września 2007 wydał go na nośniki DVD.